# 奧內西梅·克勒爾奇
奧內西梅·克勒爾奇（俄语：Они́сим Его́рович Клер；1845年2月25日—1920年1月18日）是一名出生於瑞士的俄羅斯博物學家，為烏拉爾自然科學愛好者學會的創辦者。

## 生平
克勒爾奇於1845年出生於瑞士科塞勒-科芒德雷什，後畢業於紐沙特的貿易學院，因家庭因素而未就讀大學。1862年，克勒爾奇前往俄羅斯莫斯科，成為特魯別茨科伊家族的法語家庭教師，後來他通過聖彼得堡帝國大學的試驗，得到在各教育機構教授法文的資格。三年後，克勒爾奇前往雅羅斯拉夫爾，開始參加當地科學社群的活動。
1867年，克勒爾奇成為葉卡捷琳堡男子中學（今葉卡捷琳堡第九中學）的法語教師，教學之餘他在學校校長、同事以及葉卡捷琳堡礦業學校校長N. K. Chupin的支持下，探索周邊地區的自然生態。1870年底克勒爾奇推動成立了烏拉爾自然科學愛好者學會（UOLE），並長期擔任該組織的秘書與會長；同年底他還創立了一座博物館，即現在的斯維爾德洛夫斯克州地方歷史博物館。
1920年1月18日，克勒爾奇因患斑疹傷寒於葉卡捷琳堡逝世。

## 家庭
同年克勒爾奇與一名牧師的女兒結婚，他們共育有四名子女，長子弗拉基米爾（Vladimir）畢業於日內瓦大學，為一名生物學家；次子莫迪斯迪（Modeste）為地質學家；三子喬吉（Georgi）為動物學家；最小的女兒克里斯蒂娜（Kristiana）為沙德林斯克的一名法語教師。

## 榮譽

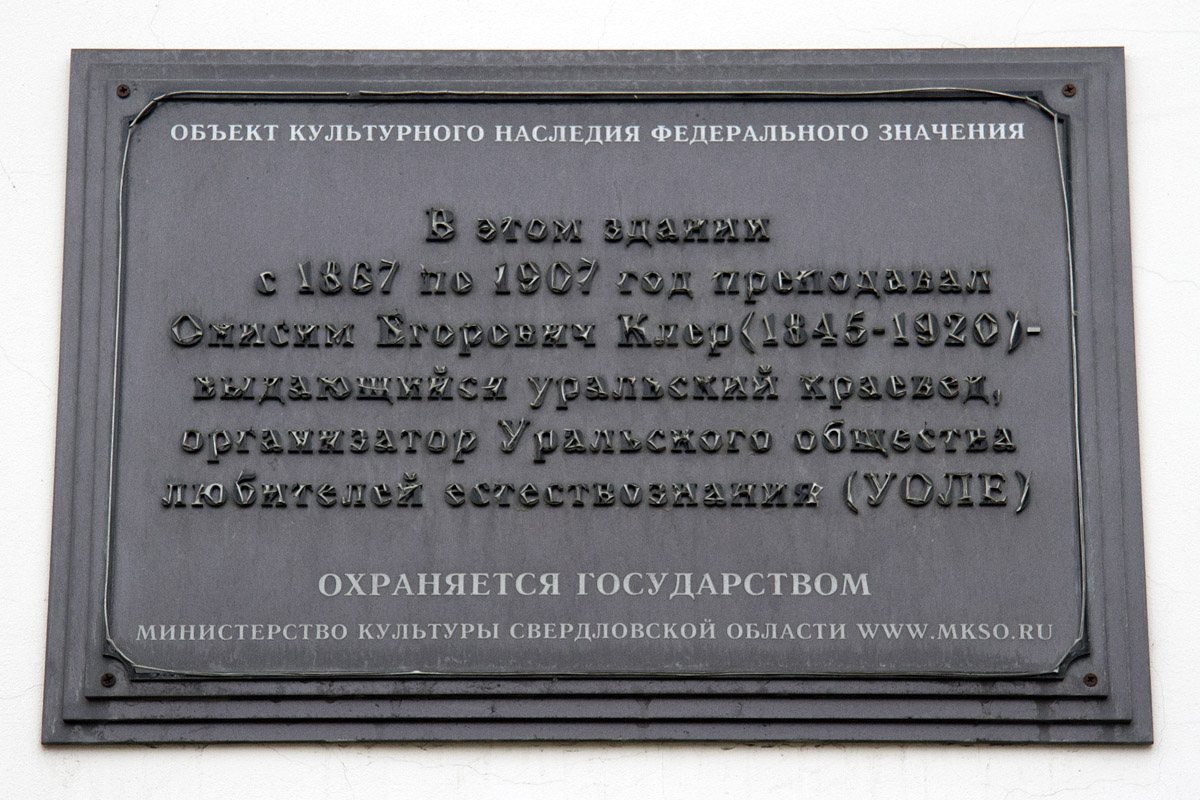
克勒爾奇的紀念牌匾

- 學術界棕櫚葉勳章[1]

## 紀念
2015年，斯維爾德洛夫斯克州地方歷史博物館的門口設立了一座克勒爾奇的半身銅像，銅像在博物館創立145週年的紀念活動中揭幕，以紀念克勒爾奇對自然科學研究的貢獻。